# Knotenpunkt (Optik)
Unter den Knotenpunkten {\displaystyle K} (objektseitig) und {\displaystyle K'} (bildseitig) versteht man die Punkte auf der optischen Achse eines optischen Systems, für die gilt: Ein Strahl im Objektraum, der durch K geht (oder auf K zielt, aber vorher an der ersten Fläche des Systems gebrochen wird), geht im Bildraum, also nach dem Durchgang durch das System, durch K' und behält seine Richtung bei, d. h. Objekt- und Bildraumstrahl sind parallel.
Wenn der Brechungsindex der Medien vor der ersten und nach der letzten Fläche des Systems übereinstimmt (meistens ist dort jeweils Luft), dann fallen die Knotenpunkte {\displaystyle K,K'} mit den Hauptpunkten {\displaystyle H,H'} zusammen (siehe Hauptebene). Dann sind auch objekt- und bildseitige Brennweite bis auf das Vorzeichen gleich. Eine Ausnahme sind z. B. Unterwasser-Objektive, bei denen vor der ersten Fläche Wasser ist.